# 塞罗肖峭
塞罗肖峭（学名：Tetragnatha ceylonica），又名錫蘭長腳蛛，为肖峭科肖峭属的动物。分布于南非、斯里南卡至新不列颠、台湾岛等地。